# Dirch Passer
Dirch Hartvig Passer, född 18 maj 1926 på Østerbro i Köpenhamn, död 3 september 1980 i Köpenhamn, var en dansk komiker, skådespelare och manusförfattare. 
Efter realexamen skrev Passer in sig på J. Lauritzens Søfartsskole, men hoppade av utbildningen för att studera drama vid Frederiksbergske teatres Elevskole. Han framträdde framför allt som revyartist med ett högt tempo men med perfekt timing. Han arbetade med en stor publikkontakt och var mycket folkkär. 
Under 1950-talet bildade han komikerduo med Kjeld Petersen i olika revyer. 
Passer blev under sin aktiva tid Danmarks mest fotograferade person efter de kungliga. Han medverkade i drygt 135 filmer, varav några var svenska. Han dog av en hjärtinfarkt mitt under en teaterföreställning på Tivoli i Köpenhamn.

## Filmografi (i urval)
- 1952 – Drömsemester
- 1954 – Sju svarta "Be-Hå"
- 1955 – Far och flyg
- 1960 – Sommar och syndare
- 1961 – Amor på villovägar
- 1963 – Bussen
- 1963 – Lilla helgonet
- 1964 – Värdshuset Vita Hästen
- 1964 – Blåjackor
- 1965 – Här kommer bärsärkarna
- 1966 – Jag – en älskare
- 1970 – Kyrkoherden

## Teater

### Roller
| År   | Roll        | Produktion | Regi        | Teater       |
| ---- | ----------- | --- | ----------- | ------------ |
| 1958 | Medverkande | Stig Lommers sommarrevy 1958, revy Arvid Möller, Börge Möller, Hans Alfredson, Tage Danielsson och Gösta Rybrant | Stig Lommer | Idéonteatern |

## Utmärkelser
- Heders-Bodilpris,  1961[9]
- Riddare av Dannebrogorden,  1974[10]

[Redigera Wikidata]